# MS Thala Dan
Le MS Thala Dan était un navire polaire de ravitaillement construit à Aalborg en 1957. Conçu pour naviguer dans les glaces, ce cargo mixte doté de cales frigorifiques pouvait transporter une cinquantaine de passagers. Propriété de la compagnie danoise J. Lauritzen A/S (en), il a été régulièrement affrété conjointement par les Australian National Antarctic Research Expeditions (ANARE) et par les Expéditions polaires françaises (EPF) pour relever leurs bases antarctiques respectives.

## Construction
Le MS Thala Dan était, avec le Kista Dan, le Magga Dan et le Nella Dan, l'un des quatre navires « Dan » des lignes danoises J. Lauritzen A/S (en), tous construits dans les années 1950-1960. Thala est un prénom scandinave ; Dan se réfère à la nationalité danoise de l'armateur. Doté de la certification glace 1A de la classification finno-suédoise, le Thala Dan était un navire polaire (pas un brise-glace) capable de naviguer en « conditions de glace difficiles », et, par la forme de son étrave, de monter sur la glace de mer avant de l'ouvrir par son poids. Possédant une structure renforcée, avec notamment un « couteau à glace » protégeant le gouvernail lors d'une marche arrière, il pouvait se frayer un chemin dans un pack lâche comportant des floes jusqu'à 80 cm d'épaisseur. Comme tout navire polaire, le Thala Dan était muni d'un nid-de-pie en haut de son mât avant, accessible par une échelle à l'intérieur du mât. Le capitaine y disposait d'un double des commandes et pouvait manœuvrer plus commodément dans les glaces. Cargo mixte doté de cales frigorifiques, il pouvait aussi transporter une cinquantaine de passagers et se révéla parfaitement adapté à la relève de bases isolées.

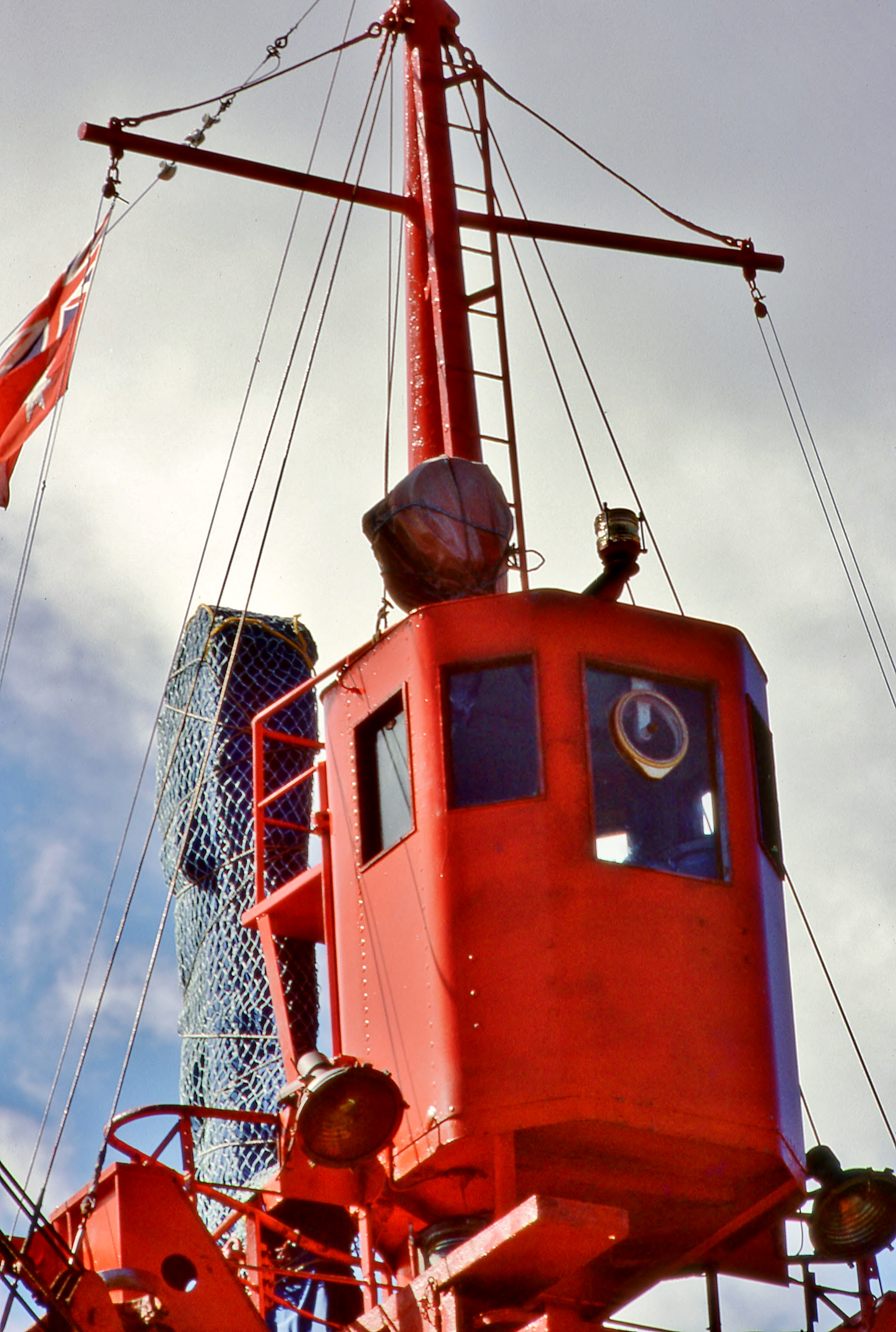
Nid-de-pie du Thala Dan.

Il a été lancé le 8 mai 1957 par les chantiers d'Aalborg, qui étaient à l'époque également la propriété de Lauritzen. Il a reçu l'immatriculation internationale IMO 5357680.

## Service sous pavillon danois
Comme son prédécesseur le Kista Dan, le Thala Dan opérait des rotations entre le Danemark, le Groenland et le Canada pendant l'été boréal. Dès 1957, et jusqu'à son retrait en 1982, il est affrété par les Australian National Antarctic Research Expeditions (ANARE) pour relever leurs bases pendant l'été austral (janvier à février),. Profitant du fait qu'il effectue nécessairement chaque année un long trajet au départ du Danemark, les Expéditions polaires françaises (EPF) l'affrètent à partir de 1963 pour relever la base antarctique française Dumont-d'Urville, en Terre Adélie. Chargé au Havre et relâchant à Melbourne ou Hobart pour y embarquer vivres frais et passagers, le navire effectuait généralement deux rotations entre l’Australie et la Terre Adélie début décembre et fin février. Entretemps, il demeurait disponible pour les Australiens qui l'utilisaient pour relever la base subantarctique de l'île Macquarie et la base antarctique Casey. Occasionnellement, il a aussi ravitaillé les bases Mawson, Davis et Wilkes. Il s'est aussi rendu exceptionnellement à l'île Heard et à la base antarctique soviétique Mirny. Entre la Tasmanie et l'Antarctique, il fallait habituellement moins d'une semaine au Thala Dan pour couvrir les quelque 2 500 km lorsque la mer était libre de glace ; certaines années, la banquise trop compacte a retardé considérablement le bateau (record de durée de traversée en décembre 1976-janvier 1977 : près de 35 jours).
Le 16 janvier 1959 et alors qu'il approche de Davis, le Thala Dan s'échoue sur un écueil non cartographié, maintenant connu sous le nom de rocher Thala (en), ce qui occasionne des dégâts à la coque et à une cuve de carburant. Il faut plus de deux semaines pour colmater la fuite et déséchouer le navire, et deux semaines encore pour parcourir les quelques milles qui le séparent de Davis. Des réparations de fortune effectuées sur place lui permettent de rallier l'Australie.
En 1975, son château est rehaussé d'un pont pour accroître la capacité en cabines-passagers. Un an plus tard, le 12 décembre 1976, le Thala Dan heurte à nouveau un haut-fond alors que, au large de l'ancienne base de Port-Martin, il cherche un passage dans les glaces à 65 km à l'est de Dumont-d'Urville. Il restera plusieurs heures échoué devant le glacier de la Zélée (en), à proximité des îles Houle (en) et Ressac (en). Deux voies d'eau dans la coque à l'avant du navire nécessiteront une semaine de cale sèche à Melbourne.

Pour commémorer la contribution du Thala Dan aux programmes antarctiques français et australiens, deux timbres ont été émis par l'administration postale des Terres australes et antarctiques françaises (TAAF) en 1977, et par celle du Territoire antarctique australien (AAT) en 2003. Outre au malencontreux rocher Thala (en) en terre de la Princesse-Élisabeth, le Thala Dan a donné son nom à l'île Thala (en) en terre Victoria, et aux collines Thala (en) en terre d'Enderby.

## Service sous pavillon brésilien
En 1982, le Thala Dan est vendu à la marine brésilienne qui s'apprête à lancer un programme de recherche dans la péninsule Antarctique. Il devient alors un navire océanographique et est rebaptisé Barão de Teffé, en l'honneur de l'amiral Antonio Luis von Hoonholtz, baron de Tefé (1837-1931), fondateur et premier directeur du service hydrographique de la marine brésilienne.
De 1984 à 1986, le Barão de Teffé participe ainsi à la construction de la base antarctique brésilienne Comandante-Ferraz sur l'île du Roi-George (îles Shetland du Sud). En 1994, il est converti en navire de ravitaillement de phares sur l'île de Trindade et sur la côte de l'État de São Paulo.
Le Barão de Teffé est désarmé en 2002. Après une tentative australienne de son rachat pour en faire un bateau-musée, il part à la démolition à Rio de Janeiro en 2007,.